# Conioscinella fuscofrontata
Conioscinella fuscofrontata är en tvåvingeart som beskrevs av Malloch 1940. Conioscinella fuscofrontata ingår i släktet Conioscinella och familjen fritflugor. Inga underarter finns listade i Catalogue of Life.